# جون إس. دارلينغ
جون إس. دارلينغ (بالإنجليزية: John S. Darling)‏ هو فنان أمريكي، ولد في 17 أغسطس 1911، وتوفي في 23 أغسطس 2007.